# Batalla de La Naval de Manila
Las batallas de La Naval de Manila dan nombre a cinco combates navales librados en aguas de las islas Filipinas en el año 1646, en las que las fuerzas españolas repelieron varios ataques de fuerzas holandesas que intentaban invadir Manila. Las batallas transcurrieron durante la Guerra de los Ochenta Años. Las fuerzas españolas, compuestas por muchos voluntarios filipinos de la región de Kapampángan, consistían en un total de tres galeones de la Carrera de Acapulco, una galera y cuatro bergantines. Los barcos españoles neutralizaron el ataque de una flota neerlandesa muy superior en efectivos, compuesta por diecinueve buques de guerra, divididos en tres escuadrones. La flota holandesa sufrió graves daños durante el ataque, lo que les obligó a retirarse con muchas bajas, y abandonar el plan de invadir Filipinas.
La victoria contra los invasores neerlandeses se atribuye tradicionalmente en Filipinas a la intercesión de la Virgen María dando lugar al nombre de Nuestra Señora de La Naval de Manila. El 9 de abril de 1652, las victorias en las cinco batallas navales fueron declaradas un milagro por la Archidiócesis de Manila después de una minuciosa investigación canónica, resultando en las centenarias festividades de Nuestra Señora de La Naval de Manila.

## Antecedentes

### Primeros conflictos hispano-neerlandeses en Filipinas
En su búsqueda de rutas comerciales a Asia, los neerlandeses llegaron a Filipinas y trataron de participar en el lucrativo comercio marítimo con el sudeste asiático. Estaban en guerra con España y se dedicaron a actividades de piratería y de corso. Llegaron a las costas de la bahía de Manila y alrededores y se dedicaron a atacar los sampanes y juncos de China y Japón que comerciaban con la Filipinas española.
El primer escuadrón neerlandés en llegar a Filipinas estaba al mando de Oliverio van Noort. El 14 de diciembre de 1600, el escuadrón se enfrentó a la flota española comandada por Antonio de Morga, cerca de la isla Fortune, donde se hundió el buque insignia del Capitán de Morga, el San Diego. La derrota de van Noort le obligó a retirarse y finalmente regresar a los Países Bajos. Fue el primer neerlandés en circunnavegar el mundo.
Otra flota neerlandesa de cuatro barcos al mando de François de Wittert intentó ocupar Manila en 1609, pero fue repelida por el gobernador general español Juan de Silva, que posteriormente lanzó un contraataque y derrotó a los neerlandeses en la Batalla de Playa Honda, donde murió François de Wittert.
En octubre de 1616 otra flota neerlandesa de diez galeones bajo el mando de Joris van Spilbergen (Georges Spillberg) bloqueó la entrada de la bahía de Manila. Una armada española de siete galeones liderada por Juan Ronquillo luchó contra la flota de Spilbergen en Playa Honda en abril de 1617, enfrentamiento conocido como la «segunda batalla de Playa Honda». El buque insignia de Spilbergen, el «Sol de Holanda» se hundió y los neerlandeses fueron una vez más rechazados.
Desde 1640 hasta 1641, una flota neerlandesa de tres barcos estacionados cerca del Embocadero de San Bernardino intentó capturar galeones que venían de Acapulco, México. Estos galeones, sin embargo, escaparon de manera segura tomando una ruta diferente después de recibir las advertencias de un sistema de señales de fuego colocado en Embocadero que fue ideado por el sacerdote jesuita Francisco Colin.

### Invasión planificada de Filipinas

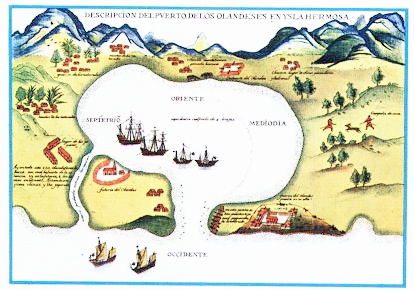
Ilustración litográfica del puerto neerlandés en Taiwán (después de 1623)

En vista de sus fallos anteriores, los neerlandeses actuaron más en contra de los españoles y, para compensar sus enormes pérdidas, decidieron tomar Filipinas con la certeza de que eran lo suficientemente fuertes como para llevar a cabo los ataques. Desde el momento en que conquistaron Formosa en 1642 y expulsaron a los españoles instalados en esa isla, los neerlandeses se volvieron cada vez más ansiosos por atacar Manila porque sabían que la ciudad carecía de fuertes defensas y que no podía recibir suficiente ayuda porque los asuntos en España estaban muy perturbados por la Guerra de los Treinta Años en Europa.
Juan de los Ángeles, un sacerdote dominicano que había sido llevado de Formosa a Macassar como prisionero de los neerlandeses, describió más tarde en su relato que los neerlandeses estaban tan ansiosos por lanzar un ataque en Filipinas que «no hablan entre ellos de nada más que cómo ganarán Manila», y que «han pedido urgentemente más hombres de Holanda con el fin de atacar a Manila». En su informe también describió la fuerza formidable de los neerlandeses estacionados en los puertos de Yakarta en Indonesia y en Formosa:

El poder que el enemigo neerlandés posee en esas regiones ... es más grande de lo que podríamos imaginar de ellos. Según lo que yo mismo he visto ... los neerlandeses tienen en este momento más de ciento cincuenta barcos y pataches, en una estimación moderada, todo equipado y provisto con los marineros, soldados, artillería y otros suministros necesarios.

### Condición de las islas
Filipinas entera ya estaba en una situación desesperada en el momento en que los neerlandeses planeaban su invasión.
- Una serie de erupciones volcánicas tuvieron lugar entre los años 1633 y 1640. La escasez de alimentos al mismo tiempo paralizó la ciudad.
- Las guerras contra los musulmanes de Mindanao, dirigidas por el sultán Kudarat en 1635 y la rebelión de Sangley entre 1639 y 1640, se habían cobrado vidas y recursos.
- Numerosos naufragios y pérdidas de embarcaciones marítimas que navegaban hacia y desde Nueva España entre los años 1638 y 1639 no solo interrumpieron el comercio entre Manila y Acapulco, sino que también redujeron la fuerza naval de Manila.
- Después de que los neerlandeses se apoderaron de Formosa en 1642, comenzaron a enviar escuadrones de buques, grandes y pequeños; los primeros iban al «Embocadero de San Bernardino» y al «Cabo Espíritu Santo» para esperar a los barcos que llevaban socorro a Filipinas. También había barcos fondeados en la costa de Ilocos y Pangasinan para saquear los buques mercantes procedentes de China.

El nuevo gobernador general español, Diego Fajardo Chacón, llegó a Filipinas a fines de junio de 1644, junto con el capitán andaluz Sebastián López. Fajardo encontró que las islas carecían de fuerza naval. Hizo su entrada en Manila a mediados de agosto, tomó posesión del gobierno y envió los galeones Nuestra Señora de la Encarnación y Nuestra Señora del Rosario (en adelante llamadas Encarnación y Rosario, respectivamente) hacia Nueva España para adquirir nuevos recursos para las islas.

### Eventos catastróficos en 1645

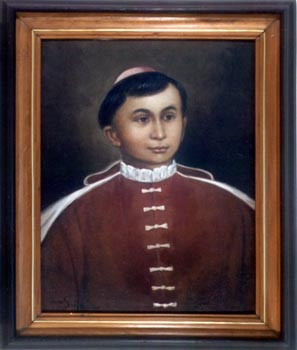
Dr. Fernando Montero de Espinosa

#### Muerte del arzobispo Montero de Espinosa
En julio de 1645, las naves Encarnación y Rosario, bajo el mando del capitán vizcaíno Lorenzo Ugalde de Orellana llegaron desde México a la Bahía de Lamón con productos para las Filipinas para reponer sus agotadas recursos. A bordo de uno de los dos galeones estaba el arzobispo electo de Manila, Fernando Montero de Espinosa. En su viaje a Manila fue atacado por fiebres hemorrágicas y murió en 1648. Los ciudadanos de Manila, que tenían gran necesidad de un líder religioso para fortalecer su fe en aquellos tiempos desesperados, lamentaron con tristeza la muerte prematura de Montero de Espinosa.

#### El terremoto de San Andrés
El 30 de noviembre de 1645, durante la fiesta de San Andrés Apóstol, un terremoto devastador afectó a Manila y sus alrededores y destruyó unos 150 edificios de buena planta y mató a un sinnúmero de ciudadanos. Cinco días después, el 5 de diciembre, otro terremoto tan violento como el primero sacudió la ciudad. Aunque no se registraron muertes, las estructuras inestables restantes dañadas por el primer temblor fueron totalmente destruidas.
Los poderes destructivos del terremoto llegaron a otras provincias de las islas. Los pueblos nativos fueron completamente arrasados, ya que sus chozas construidas con bambúes y hojas de palma fueron destruidas. Grandes grietas, e incluso abismos, aparecieron en los campos abiertos. Los ríos, incluidos los de Manila, se desbordaron e inundaron las ciudades y pueblos como resultado de los terremotos anteriores.

## Fuerzas beligerantes
En su gran consejo en Nueva Batavia (Yakarta), los neerlandeses decidieron lanzar un ataque decisivo en Filipinas. Los neerlandeses equiparon 18 buques bajo Maarten Gerritsz Vries, y los dividieron en tres escuadrones:

### Fuerzas neerlandesas
Primer escuadrón

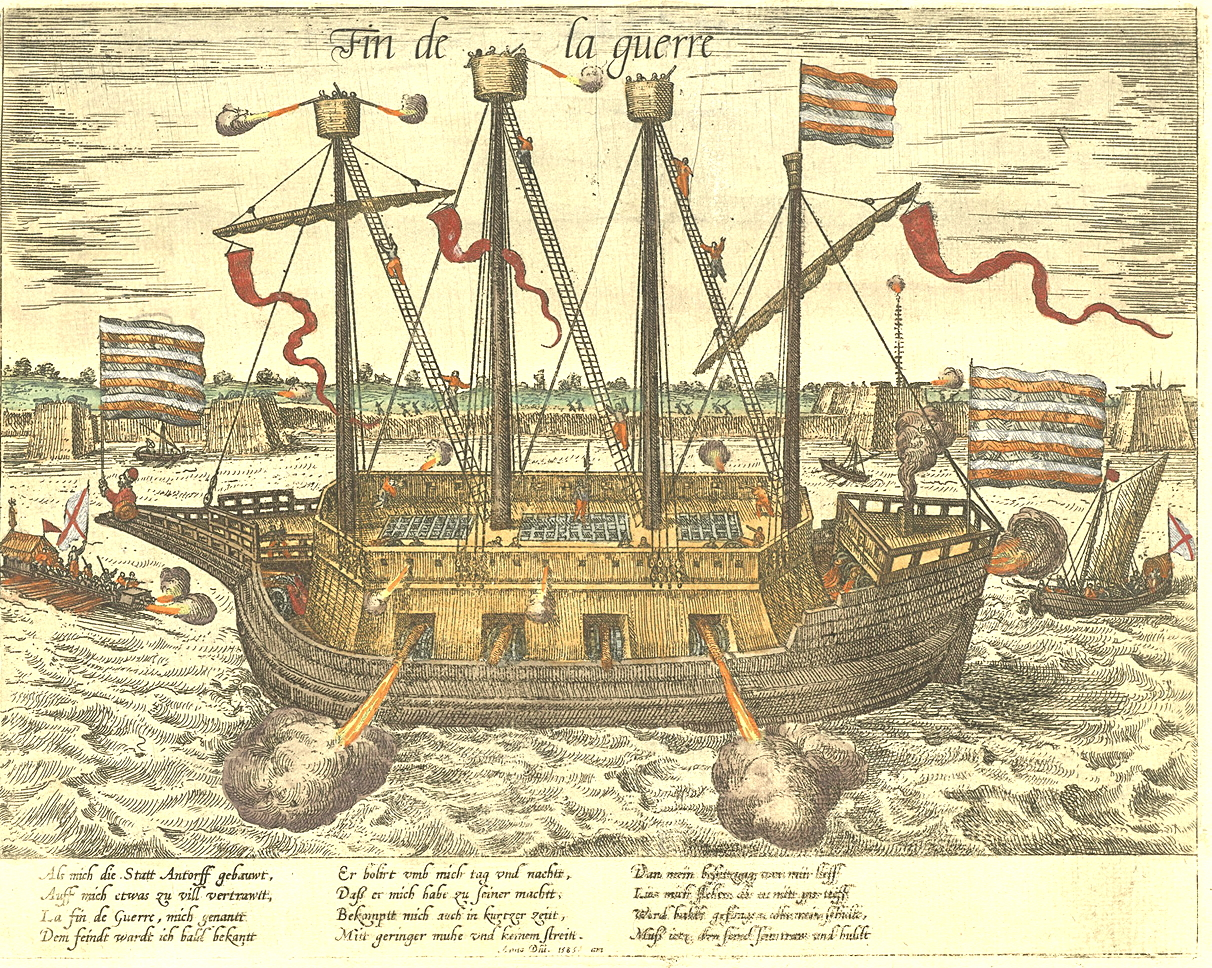
El barco holandés Fin de la Guerre (Fin de la guerra) durante el asedio de Amberes en 1585

- Fuerza: 5 buques (4 naves regulares y una pequeña embarcación en forma de O llamada chó).
- Destino: Ilocos y Pangasinán.
- Propósito: Agitar a los nativos contra los españoles y apoderarse de barcos costeros y barcazas de China.

Segundo escuadrón
- Fuerza: 7 buques (5 naves regulares y 2 naves incendiarias), 16 lanchas de apoyo, 800 soldados; Artillería : El buque insignia transportaba 46 piezas de excelente artillería; los vasos más pequeños llevaban treinta.
- Destino: Zamboanga, luego al Embocadero de San Bernandino.
- Propósito: Arrebatar las embarcaciones provenientes de México, que anualmente traen a Manila una cantidad considerable de dinero para el mantenimiento de la guarnición española en el archipiélago.

Tercer Escuadrón
- Fuerza: 6 buques; Artillería: su buque insignia llevaba 45 cañones, mientras que otros tenían más de 20.
- Destino: Manila (como refuerzo de los primeros dos escuadrones).
- Propósito: Cortar cualquier alivio proveniente de Manila a Ternate y Makassar.

Después del monzón, estos tres escuadrones convergerán como una sola armada a las afueras de la bahía de Manila para atacar la ciudad.

### Fuerzas hispanas-Kapampángan

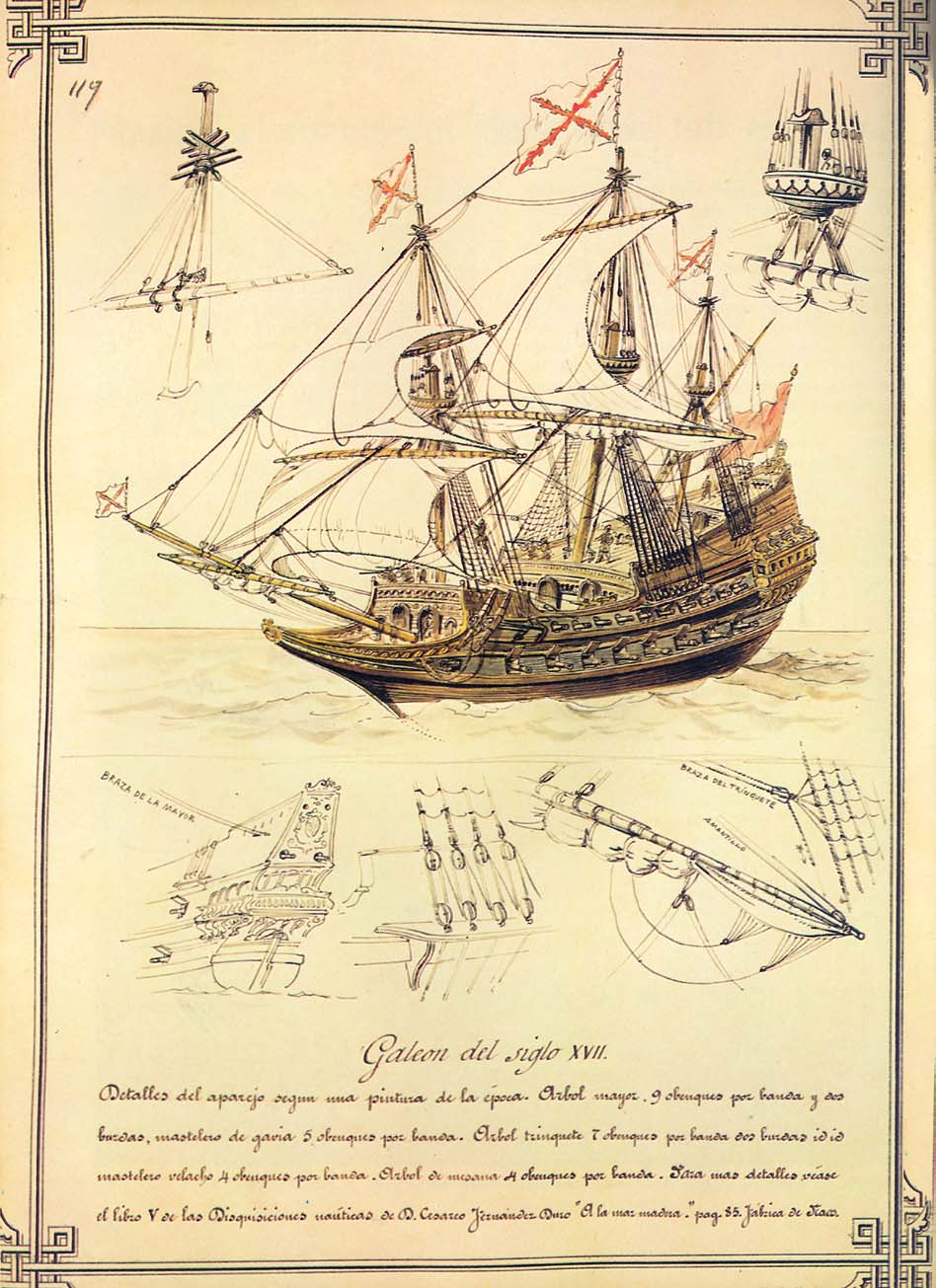
Galeón español

Las noticias de la llegada del primer escuadrón a Ilocos y la región de Pangasinán llegaron a Manila el 1 de febrero de 1646. Los neerlandeses trataron de conquistar Ilocanos y Pangasinases, prometiendo la independencia completa y la abolición de los impuestos, pero cuando los nativos se resistieron, los corsarios neerlandeses saquearon sus hogares. Sin embargo, la llegada de algunas compañías de soldados españoles a esos lugares obligó a los neerlandeses a volver a embarcarse en sus barcos.
Al enterarse de la presencia del enemigo, el gobernador Fajardo convocó un consejo de guerra. En ese momento, Manila no tenía fuerzas navales para repeler al enemigo, salvo los dos viejos y maltrechos galeones Encarnación y Rosario de 800 y 700 toneladas respectivamente que llegaron desde Nueva España el año pasado. Se decidió pues que ambos galeones deberían estar listos para la batalla y fueron apresuradamente equipados y tripulados de la siguiente manera:
|             | Encarnación                                                                      | Rosario                                                 |
| ----------- | -------------------------------------------------------------------------------- | ------------------------------------------------------- |
| Designación | Capitana (buque insignia)                                                        | Almiranta (buque almirante)                             |
| Artillería  | 34 cañones de bronce (calibres: 18, 25 y 30)                                     | 30 cañones (calibres: los mismos que el buque insignia) |
| Tropa       | 200 hombres (100 mosqueteros; 40 marineros; 60 artilleros, obreros y sirvientes) | Los mismos que el buque insignia                        |

La Encarnación fue comandada por el Capitán Lorenzo de Orellana y el Rosario por el capitán andaluz Sebastián López.

## Batallas de 1646

### Primera batalla
Al llegar la flota hispano-kapampanga a la entrada de Mariveles, no encontraron a la flota holandesa por ningún lado (contrariamente a los informes anteriores de los centinelas apostados en Mariveles).
La flota española siguió el camino a Bolinao en Lingayen, Pangasinan. Allí, el 15 de marzo a las 9:00 de la mañana, divisó una pequeña nave enemiga a remos, pero esta rápidamente se dio a la fuga. A las 13:00, cuatro barcos holandeses aparecieron junto con el barco a remos que habían visto antes. Las flotas entraron en rango de disparo entre las 14:00 y las 15:00.
La primera salva de cañón vino de la capitana holandesa, pero erró el blanco. La Encarnación respondió con dos salvas, golpeando la capitana holandesa con una bala de cañón de 15 kg, desgarrando el borde delantero de la proa del barco. Los holandeses después se concentraron en disparar contra el galeón español más pequeño Rosario, y dispararon una descarga simultánea de cañones. Por otro lado, la Encarnación encontró una posición ventajosa y disparó libremente a cualquiera de los cuatro buques enemigos, infligiendo daños severos y por lo tanto, obligando a los holandeses a retirarse.
Las batallas se prolongó durante cinco horas. Entre las 19:00 y las 20:00, cuatro de las naves enemigas se retiraron en la oscuridad con sus faroles apagados. El buque insignia holandés casi hundido, consiguió también escapar bajo el amparo de la noche. La flota hispano-kapampanga buscó a los corsarios holandeses hasta Cabo Bojeador en el extremo norte de Luzón, pero la flota holandesa desapareció por completo.
La flota española sufrió daños menores. Ningún hombre fue reportado muerto y sólo unos pocos fueron heridos.

Las dos naves se quedaron en el puerto de Bolinao para someterse a algunas reparaciones. A partir de ahí, el general Orellana, después de enviar un carta al gobernador Fajardo de su victoria inicial, recibió órdenes de acompañar y garantizar la seguridad del galeón comerciante San Luis que partió de México y se calcula que llegaría a Filipinas a través de Embocadero de San Bernardino alrededor del 21 de julio. El galeón mercante, cargado con mercancías y tropas procedentes de México, podría ser un objetivo principal de los corsarios holandeses.
División de la segunda escuadra holandesa y Asedio naval en Zamboanga
A mediados de abril, la segunda escuadra holandesa que salió desde Batavia con Antonio Camb al mando ya había entrado en aguas Filipinas. Se dividió en dos y 3 navíos fueron a Ternate (Molucas) y dos navegaron hasta Zamboanga. Para sorpresa de los holandeses, los españoles bajo orden del gobernador, habían abandonado las Molucas para concentrar sus efectivos en las islas filipinas.
Los dos navíos restantes con Antonio Camb en la nave capitana llegaron hasta Zamboanga y bombardearon la fortaleza de Caldera desde el agua, pero teniendo en cuenta su fuerte resistencia, los corsarios decidieron desembarcar sus tropas en los alrededores de la fortaleza para un posterior asalto por tierra. Fue entonces cuando un capitán, Pedro Duran de Monforte con 2 compañías de nativos y 30 españoles rechazaron a los holandeses ya en tierra, causando más de un centenar de víctimas y obligándolos a volver a embarcar. Aunque no se fueron muy lejos, ya que esperarían a los otros 3 navíos para partir juntos hacia el Embarcadero de San Bernardino y esperar por allí al galeón que tendría que llegar desde Méjico.

La noticia de la presencia holandesa en Zamboanga alcanzó la flota española, que ya había atracado en el puerto de San Jacinto en Tizón Island (una larga y estrecha franja de tierra, que se extiende entre el estrecho de San Bernardino y Pasaje Tizón, al noreste de Masbate Island) el 1 de junio. El puerto donde los dos galeones fondeaban se encontraba abierto a mar, en forma de semicírculo, y solo se podía acceder por un pasaje a través del cual, los navíos solo podían pasar de uno en uno.
Bloqueo naval holandés a Puerto San Jacinto, Isla Ticao
La escuadra holandesa, aún estacionada en Zamboanga esperó el regreso de los otros tres barcos que lograron escapar de Ternate, y navegaron juntos a San Bernardino, siguiendo con el plan marcado para el segundo escuadrón de atacar cualquier navío procedente de Nueva España. El 22 de junio, los siete buques de guerra holandeses y 16 lanchas de apoyo fueron vistos por un centinela al acercarse a la isla de Tizón. Al día siguiente, 23 de junio los holandeses descubrieron a la Encarnación y Rosario amarrados en la entrada del puerto de San Jacinto. Los holandeses decidieron formar un bloqueo naval, inhabilitando la entrada del puerto con su superioridad numérica.
Altos mandos españoles en Puerto San Jacinto convocaron un consejo de guerra y decidieron que los dos barcos no deberían participar en batalla para ahorrar munición y fuerzas hasta la llegada del galeón San Luis procedente de Méjico para poder protegerlo a toda costa. General de Orellana ordenó entonces que el Sargento mayor Agustín de Cepeda y el Capitán Gaspar Cardoso, junto con 150 soldados de infantería y una pieza de artillería de tierra, aseguraran una colina cerca de la entrada al puerto, ya que podría ser usado por los holandeses como punto estratégico para emboscar a los dos galeones. A las 10 horas del 23 de junio, cuatro barcos armados pesados holandeses se acercaron a la colina, pero fueron rechazados por las tropas españolas y kapampanga en un ataque sorpresa.
Al no poder asegurar la colina, los holandeses mandaron 10 lanchas de apoyo para infligir algún daño a los dos galeones, con la esperanza de reducir las municiones de la flota española antes de la llegada del San Luis . Esta estrategia (que se produjo de forma intermitente a lo largo del periodo del bloqueo naval) nunca fue un éxito total.
El enfrentamiento entre las flotas española y holandesa continuó durante un lapso los 31 días que ambas armadas esperaban la llegada de San Luís. Sin embargo, era ya el 24 de julio y no había señal alguna del San Luis. Antonio Camb, el comandante de la segunda escuadra holandesa, presupone que habrá llegado a algún otro puerto del archipiélago ya que podría haber sido informado del bloqueo naval en San Jacinto. Así pues los holandeses decidieron levantar el asedio y finalmente tomar la ruta a Manila.

### Segunda batalla
En la madrugada del 25 de julio (la fiesta de Santiago el Mayor, patrón de España) la flota española salió del puerto de San Jacinto (Ticao). Cuando el sol finalmente se elevó vieron a la escuadra holandesa en el horizonte con destino a Manila. La Encarnación y Rosario no perdieron el tiempo y persiguieron al enemigo, ya que sabían perfectamente que Manila estaba totalmente indefensa, sin barcos que la protegieran ni artillería, la cual la habían usado para reforzar a los dos galeones.
En estas circunstancias, según informó uno de los soldados a bordo de la Encarnación, el Padre Juan de Cuenca pareció que entró en trance y luego promulgó "un sermón muy espiritual" a los hombres, cuyo contenido era "una garantía por parte de Dios y de su Santísima Madre, no sólo la victoria sino también que ninguno moriría en en la batalla".
Los dos galeones españoles alcanzaron los siete buques de guerra holandeses entre las islas de Banton y Marinduque el 28 de julio de 1646, aunque no hubo hostilidades de inmediato. Antes de que comenzara la batalla, tanto el general Orellana como el Almirante López (sin que uno supiera del otro), hicieron ambos públicos sus votos a la misma Virgen del Rosario y en nombre de toda la armada que si salían victoriosos contra los holandeses, van a hacer una fiesta solemne en su honor, y todos ellos deberían caminar descalzos a la capilla de la Virgen en la iglesia de Santo Domingo, como muestra de agradecimiento.
La segunda batalla (que de acuerdo con las crónicas fue la más sangrienta) tuvo lugar el 29 de julio alrededor de las 19:00. Los siete barcos holandeses rodearon la Encarnación. La solitaria capitana española intercambió violentos disparos de cañón holandeses, infligiendo grandes daños en los navíos de los corsarios. La almiranta Rosario estaba fuera del círculo de los holandeses y procedió a disparar libremente desde atrás provocando una gran destrucción.
En un momento dado la Encarnación se enredó con el buque insignia holandés, con el peligro de que los holandeses abordaran el buque insignia y superando numéricamente a las tropas españolas y Kapampangan en el combate cuerpo a cuerpo, los marineros del buque insignia español bajo grandes gritos de los jefes de los capitanes fueron a cortar de inmediato las cuerdas enredadas, liberando los dos barcos.
Los holandeses también trataron de hacer estallar la Encarnación mediante el envío de una de sus naves incendiarias, pero fue rechazado por una descarga continua de artillería desde el buque insignia español. Se volvió hacia el Rosario, que también la cañoneó con diez disparos simultáneos que logró acertar en los explosivos volando el barco y estallándolo en llamas de fuego matando a casi toda su tripulación.
La batalla duró hasta el amanecer, hasta que los holandeses finalmente huyeron. Un hombre sobrevivió al hundimiento de la nave incendiada holandesa y fue hecho prisionero.
Según lo prometido por el Padre Juan de Cuenca, ningún hombre de la Encarnación perdió la vida. En cambio en la Rosario perecieron 5 hombres.

### Tercera batalla
Al día siguiente, 30 de julio de 1646, la flota española-Kapampangan persiguió al enemigo, que ahora tenía sólo seis navíos. Los holandeses fueron arrinconados por los dos galeones españoles el 31 de julio a las 14:00 en el Estrecho de Tablas, entre las islas de Mindoro y Maestre de Campo.
El conjunto español pasó a la ofensiva al ver que los corsarios pasaron a la defensiva tras la superioridad del día anterior. El bombardeo entre los dos conjuntos comenzó de nuevo y, como uno narrador describió, "se incrementó tanto que parecían varios volcanes enfurecidos"
En su desesperación, los holandeses enviaron su última nave incendiaria armada con 30 cañones, pero sin vela, por lo que tuvo que ser escoltado por otros dos barcos y remolcado por algunas lanchas de apoyo.
El General de Orellana al ver semejante despliegue, ordenó a los mosqueteros disparar contra los hombres que dirigían las lanchas de apoyo. Al mismo tiempo, ordenó a la artillería de estribor (el lado del que venía la nave incendiaria) disparar a discreción sobre uno de los laterales. La nave incendiaria comienza a arder y se va al fondo del mar.
A medida que el barco enemigo se hundía, los hombres en el buque insignia español gritaron "Ave María!" y "Viva la fe de Cristo y la Santísima Virgen del Rosario!" y siguieron haciéndolo hasta que el barco estuvo completamente sumergido.
La batalla continuó hasta cerca de la hora del Ángelus (18:00). La flota holandesa huyó en el amparo de la noche con su buque insignia severamente dañado. La sensación de alivio fue abrumadora para la armada española-Kapampangana, que declararon públicamente que era la victoria fue gracias a Nuestra Señora del Rosario. El general Orellana "cayó de rodillas ante una imagen de la Virgen y públicamente le dio gracias por la victoria, reconociendo que fue por su divina intervención".
Informado de la tercera victoria, el gobernador Fajardo ordenó a los dos galeones regresar a Puerto Cavite (Manila) para un merecido descanso y las reparaciones necesarias. Casi un mes después y seis de viaje, alcanzaron Cavite a finales de agosto. Tan pronto como tocaron tierra, las triunfantes tropas españolas-Kapampanganas dirigidas por el general Orellana marcharon descalzos a la iglesia de Santo Domingo (Manila) para el cumplimiento de su voto. Se congregó una gran parte de la población y fueron aclamados como héroes durante el recorrido.
El general Orellana fue retirado del servicio y le fue concedido una encomiendas y una de las mejores tierras de la zona, todos los demás oficiales fueron ascendidos de rango. Tras la abrumadora victoria, los españoles creen haber frustrado por completo los planes de invasión de los holandeses, por lo que el nuevo galeón San Diego creado en Cavite (Manila) lo destinaron a México sin buques que lo acompañaran.
Lo que no sabían los españoles era que una tercera escuadra holandesa había entrado ya en aguas filipinas por el mes de septiembre para, como marcaba el plan ideado por los holandeses, después del monzón unir los tres escuadrones y atacar todos juntos Manila. A su vez, la tercera escuadra holandesa desconocía las otras dos ya habían sido derrotadas y se batían en retirada al puerto de Batavia.

### Cuarta batalla
Bajo esta falta de información el General Cristóbal Márquez de Valenzuela, comandante de la San Diego zarpa en dirección a México, su sorpresa llega cuando descubre a tres navíos holandeses estacionados cerca de Fortune Island en Nasugbu, Batangas. Al ver que el San Diego no era un buque de guerra, los corsarios holandeses levaron anclas y lo persiguieron atacaron con furia. El San Diego escapó a duras penas de los holandeses, y se retiró hacia Mariveles. Al entrar en la bahía de Manila, el galeón siguió a toda prisa hasta al puerto de Cavite para informar al gobernador de la presencia de nuevos buques holandeses.

El gobernador Fajardo ordenó inmediatamente a su sargento mayor y al comandante de infantería y mano derecha Manuel Estacio de Venegas formar una nueva armada española, ahora compuesta de tres galeones: Encarnación, Rosario y San Diego (que a toda prisa fue convertido en buque de guerra) una galera y cuatro bergantines. La Encarnación y Rosario mantienen sus designaciones como buque insignia y el buque almirante, respectivamente.
Reorganización en el ejército
Con el retiro del general Orellana, Sebastián López (ex almirante y capitán del Rosario) fue promovido como comandante en jefe de toda la armada (convirtiéndose en el nuevo capitán de la Encarnación). El exsargento Agustín de Cepeda fue elevado al rango de almirante, y convirtiéndose así en el sucesor de Sebastián López como capitán del galeón Rosario.
- Capitán Francisco Rojo juró el cargo de Sargento mayor.
- Capitanes Salvador Pérez y Felipe Camino se les dio el mando de la infantería en la Encarnación, mientras que Juan de Mora y Francisco López Inoso en el Rosario.
- Almirante Francisco de Esteyvar (o Esteibar) tomó el mando de la galera, y reúne cien hombres, un cañón en medio del barco (con munición de 35 libras) y varias culebrinas (con munición estas de 14 libras). Los cuatro bergantines, que sirvirán como convoyes de la galera, se colocaron bajo el mando de los capitanes Juan de Valderrama, Juan Martínez Capel, Gabriel Niño de Guzmán y Francisco de Vargas Machuca. Cada bergantín lleva varios mosqueteros y un cañón en su proa.

La capellanía en la Encarnación fue guardada por los dominicos; los franciscanos fueron asignados en el Rosario y un fraile agustino fue designado a la galera.
El gobernador Fajardo ordenó que el voto hecho durante las tres batallas anteriores fuera renovado y se volvió a recitar el Santo Rosario en voz alta en dos coros mientras se arrodillaba a la imagen de Nuestra Señora.
El 16 de septiembre de 1646, la armada española zarpó hacia la isla de Fortune, donde había sido reportado presencia holandesa, aunque el ya no estaba allí. Navegando un poco más hacia Mindoro, los españoles avistaron los corsarios holandeses, entre las Ambil y Isla de Lubang.
La cuarta batalla comenzó a las 04:00. El viento estaba en contra de la armada española, así que esta tenía mucha dificultad para acercarse al enemigo. Las dos armadas estaban tan lejos la una de la otra que solo hubo bombardeo de larga distancia durante cinco horas.
Alrededor de las 09:00, la corriente hizo que el Rosario la llevara irremediablemente hacia el enemigo y este se encontró rodeado por los tres barcos holandeses. La Encarnación tuvo serias dificultades para acercarse al Rosario para echar una mano, y durante cuatro horas, la nave almirante luchó en solitario furiosamente contra los tres navíos holandeses, tanta fue la determinación que obligó a los corsarios a retirarse tomar refugio en los bancos de arena cerca de Cape Calavite. Los españoles finalmente se retiraron hacia Manila.

### Quinta Batalla
Al enterarse de que el recién construido San Diego tenía algunos defectos por lo que era incapaz de continuar su viaje a México, el general Sebastián no tiene más remedio que llevar el galeón al puerto cercano de Mariveles y esperar la decisión del gobernador Fajardo sobre el asunto.
El San Diego fue amarrado en Mariveles (junto con la galera y los cuatro bergantines), con la Encarnación protegiéndolo desde la distancia a la entrada de la bahía de Manila. El Rosario , por otro lado, fue arrastrado más lejos por las corrientes adversas (unas dos o tres leguas de ambas naves) y tenía dificultades para acercarse la capitana (en dichos lugares la fuerza de las corrientes son irresistibles).
El 4 de octubre de 1646, el día de San Francisco de Asís, comienza la quinta batalla al ver los holandeses que los tres galeones estaban lejos unos de los otros y tenían una buena ventaja de ataque. Los barcos holandeses, según las crónicas, eran de gran tamaño y bien armados. El buque insignia enemigo tenía 20 cañones por cada lado, sin incluir los de atrás y en el alcázar, 45 en total. La nave del almirante tenía menos. El tercer barco parecía ser un brulote debido a su rapidez y los elementos de pirotecnia que llevaba.
El general López decidió que no se movería de su posición, ya que, si lo hiciera, podría llevárselo la corriente como le pasó al Rosario y dejaría al desvalido San Diego sin vigilancia. Así pues, esperó a que los holandeses se acercaran sin levantar el ancla, pero aflojó el cable con una boya.
Los holandeses llegaron muy cerca de la Encarnación, con el peligro que suponía que los corsarios se abalanzasen contra el buque insignia solitario. En ese momento, el general López ordenó desplegar todas las velas y con los cables atados a las boyas del ancla, controlar el movimiento de la nave insignia en la fuerte corriente. La Encarnación iba de un lado a otro disparando violentamente contra los tres barcos holandeses, todos ellos iban en dirección opuesta al desvalido San Pedro como bien había planeado López.
El intercambio sin parar de cañonazos duró cuatro horas. La Encarnación infligió graves daños al enemigo, obligando a los corsarios holandeses, una vez más a huir. Durante su huida, el viento de repente se detuvo, dando oportunidad a la galera, bajo el mando del almirante Esteyvar, atacar el buque insignia holandés. Aunque superados en todos los aspectos, la galera disparó sin cesar contra el buque holandés "con tanta furia que el enemigo se consideraba perdido", entre eso y la ausencia de viento, la desesperación era máxima y "los hombres trataron de tirar por la borda."
El buque insignia holandés ya estaba en peligro de hundirse cuando el viento volvió y lo salvó de la destrucción. La Encarnación y la galera siguieron en su persecución, pero los holandeses lograron huir al caer la noche. No hubo bajas en la galera española, sin embargo, cuatro hombres resultados muertos en la Encarnación.

## Conclusiones
La armada victoriosa volvió una vez más a Manila para cumplir su voto de caminar descalzo al santuario de Nuestra Señora del Rosario en la iglesia de Santo Domingo en Intramuros.
El 20 de enero de 1647, la victoria fue celebrada en una fiesta solemne por medio de una procesión, el culto divino y un desfile de la escuadra española así como otras manifestaciones en cumplimiento de la promesa hecha a la Virgen del Rosario. Después de lo cual, la ciudad de Manila decidió en consejo celebrar la solemnidad de las victorias navales cada año.
Con el fracaso de este nuevo intento de conquista de las Filipinas por parte de los holandeses, esta permaneció bajo el dominio español hasta el final del siglo XIX. Por el contrario, los holandeses si que tuvieron éxito para establecerse más al sur y crearon las Indias Orientales neerlandesas que durarían hasta la mitad del siglo XX. El carácter de las naciones actuales de las Filipinas, por un lado, y de Indonesia en el otro todavía está profundamente influenciada por ese resultado.

## Investigaciones eclesiásticas
El 6 de abril de 1647, el Padre Fray Diego Rodríguez, procurador general de Dominicos y en nombre de la Orden religiosa solicitó debidamente al vicario de la Diócesis de Manila que declarara las victorias logradas en el año 1646 habían sido intercesión milagrosa de la Virgen del Rosario.
El Ayuntamiento tuvo en cuenta los tres siguientes circunstancias para declarar las victorias como milagrosa:
- Que sólo quince soldados murieron en el lado de las tropas españolas-Kapampangan;
- Que los dos barcos mencionados (Encarnación y Rosario) eran muy viejos y sin mucho poder de batalla.
- Que los soldados, que buscaban ayuda divina rezando devotamente el Santo Rosario en los coros, atribuyeron la victoria que lograron a Dios por la intercesión de Nuestra Señora del Rosario;

## Declaración como milagro
El 9 de abril de 1652, las batallas de 1646 fueron declaradas milagrosas por el Venerable Deán y Cabildo Eclesiástico y el gobernador de la sede vacante de la Iglesia Metropolitana de Manila.